# Olympische Winterspiele 2006/Teilnehmer (Israel)
| Gelbes Symbol für Goldmedaillen mit stilisierten Olympischen Ringen | Graues Symbol für Silbermedaillen mit stilisierten Olympischen Ringen | Braundes Symbol für Bronzemedaillen mit stilisierten Olympischen Ringen |
| ------------------------------------------------------------------- | --------------------------------------------------------------------- | ----------------------------------------------------------------------- |
| —                                                                   | —                                                                     | —                                                                       |

Israel nahm an den Olympischen Winterspielen 2006 im italienischen Turin mit einer Delegation von fünf Athleten teil. Für das Land war es die vierte Teilnahme an Winterspielen.

## Flaggenträger
Die Eiskunstläuferin Galit Chait trug die Flagge Israels sowohl während der Eröffnungs- als auch bei der Abschlussfeier.

## Teilnehmer nach Sportarten

### Eiskunstlauf
- Galit Chait/Sergei Sachnowski
Eistanz: 8. Platz – 181,16 Pkt.
- Alexandra Zaretski/Roman Zaretski
Eistanz: 22. Platz – 135,80 Pkt.

### Ski Alpin
- Mikail Renzhin
Riesenslalom, Männer: 32. Platz – 3:00,41 min
Slalom, Männer: 37. Platz – 2:00,73 min